# لی ایون کیانگ (ورزشکار)
لی ایون کیانگ (انگلیسی: Lee Eun-kyung؛ زادهٔ ۱۰ نوامبر ۱۹۷۲) بازیکن هاکی روی چمن اهل کره جنوبی است.